# Dania na Letnich Igrzyskach Olimpijskich 1936
Danię na Letnich Igrzyskach Olimpijskich 1936 w Berlinie reprezentowało 121 zawodników: 105 mężczyzn i 16 kobiet. Zdobyli łącznie 5 medali, plasując swój kraj na 23. miejscu w klasyfikacji medalowej igrzysk. Najmłodszym duńskim zawodnikiem na tych igrzyskach była 12-letna pływaczka, Inge Sørensen, natomiast najstarszym, 52-letni strzelec, Christen Møller.
Był to dziewiąty start reprezentacji Danii na letnich igrzyskach olimpijskich.